# Akakos
Akakos (gr. Ἄκακος Akakos, łac. Acacus) – w mitologii greckiej królewicz, eponim i król miasta Akakesjon (Akakesion) w Arkadii.
Uchodził za syna bezbożnego Likaona. Mówi się, że wychowywał młodego Hermesa w Arkadii.